# Bergstraße 36 (Quedlinburg)

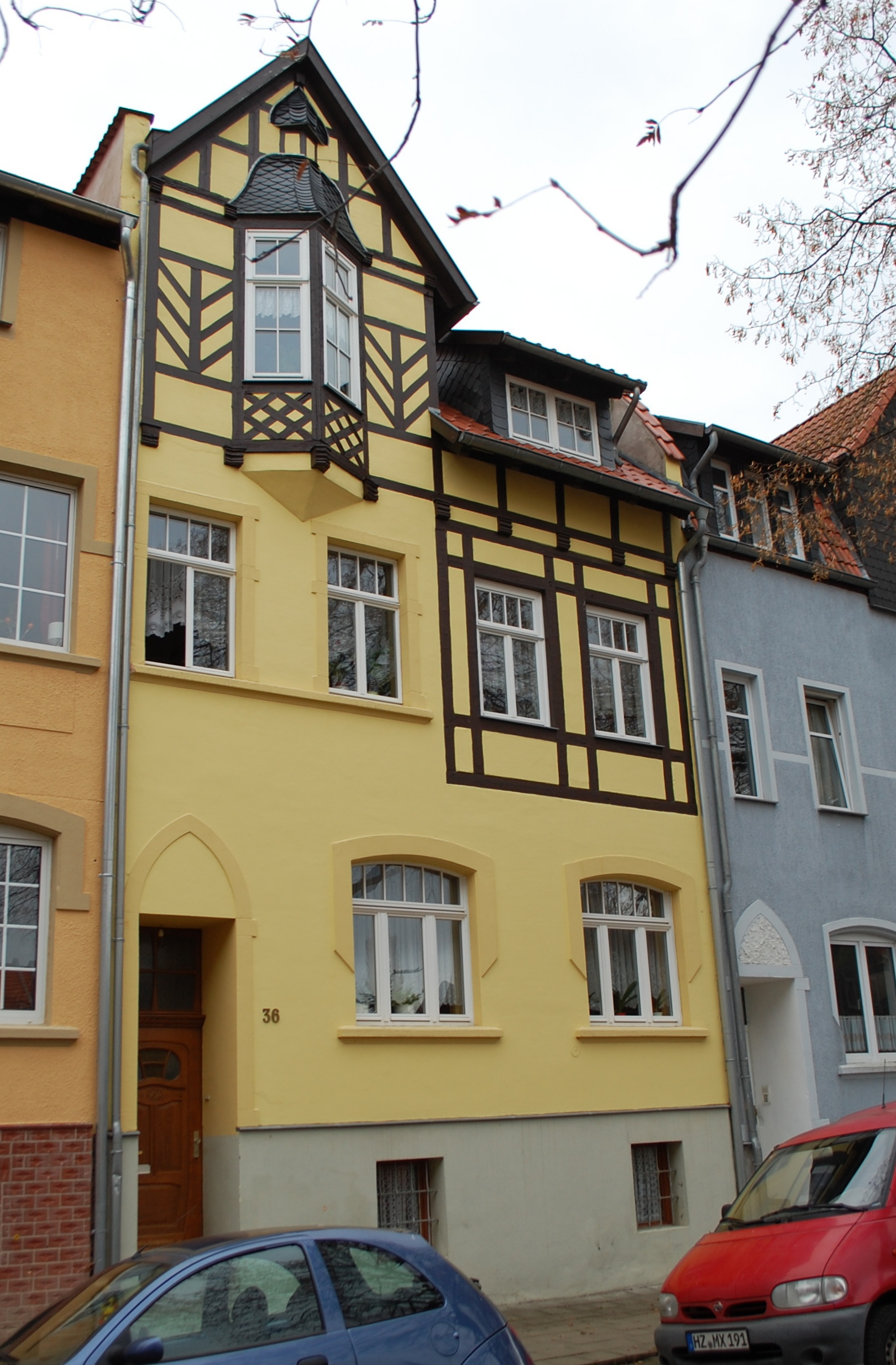
Haus Bergstraße 36

Das Haus Bergstraße 36 ist ein denkmalgeschütztes Gebäude in der Stadt Quedlinburg in Sachsen-Anhalt.

## Lage
Das Haus befindet sich im Stadtteil Süderstadt südöstlich der Quedlinburger Innenstadt. Es ist im Quedlinburger Denkmalverzeichnis als Wohnhaus eingetragen.

## Architektur und Geschichte
Das zweigeschossige Wohnhaus entstand in den Jahren 1907/08 nach einem Entwurf von C. Lorenz. Das weitgehend verputzte Gebäude wird durch ein hohes Zwerchhaus geprägt. Darüber hinaus besteht ein Zierfachwerk sowie ein Erker in Fachwerkbauweise. Das Haus weist Elemente des Jugendstils auf und wird im Denkmalverzeichnis als gestalterisch aufwendigster Bau der Straße beschrieben.